# Segona categoria del Campionat de Catalunya de futbol 1936-1937
Resultats de la lliga de Segona categoria del Campionat de Catalunya de futbol 1936-1937.

## Sistema de competició
A la Primera Categoria B del campionat català hi van participar 8 equips en un grup únic. Com que, per la temporada següent, s'augmentaren en dues places els clubs participants a Primera A, al final del campionat es disputà una promoció amb els quatre primers equips de Primera B, per dues places a la màxima categoria de la temporada següent.

## Classificació final
La classificació final fou:

| Pos | Equip            | PJ | PG | PE | PP | GF | GC | DG  | Pts | Classificació |
| --- | ---------------- | -- | -- | -- | -- | -- | -- | --- | --- | ------------- |
| 1   | FC Martinenc (C) | 14 | 9  | 1  | 4  | 33 | 24 | +9  | 19  | Campió        |
| 2   | Vic FC           | 14 | 8  | 2  | 4  | 33 | 30 | +3  | 18  | Promoció      |
| 3   | CE Europa        | 14 | 7  | 3  | 4  | 30 | 20 | +10 | 17  | Promoció      |
| 4   | CE Júpiter       | 14 | 6  | 5  | 3  | 29 | 22 | +7  | 17  | Promoció      |
| 5   | Terrassa FC      | 14 | 6  | 2  | 6  | 36 | 26 | +10 | 14  |               |
| 6   | UE Sant Andreu   | 14 | 6  | 0  | 8  | 25 | 30 | −5  | 12  |               |
| 7   | UE Sants         | 14 | 3  | 3  | 8  | 17 | 32 | −15 | 9   |               |
| 8   | UA Horta         | 14 | 2  | 2  | 10 | 17 | 36 | −19 | 6   |               |

El FC Martinenc es proclamà campió de Primera Categoria B.

## Resultats
| Primera volta | Primera volta | Primera volta           | Primera volta |
| Jornada       | Data          | Local - Visitant        | Resultat      |
| ------------- | ------------- | ----------------------- | ------------- |
| 1             | 4 oct 1936    | Sants - Terrassa        | 4-1           |
| 1             | 4 oct 1936    | Martinenc - Europa      | 1-0           |
| 1             | 4 oct 1936    | Sant Andreu - Vic       | 2-1           |
| 1             | 4 oct 1936    | Júpiter - Horta         | 0-2           |
| 2             | 11 oct 1936   | Europa - Sants          | 4-0           |
| 2             | 11 oct 1936   | Horta - Sant Andreu     | 0-3           |
| 2             | 11 oct 1936   | Vic - Martinenc         | 2-1           |
| 2             | 11 oct 1936   | Terrassa - Júpiter      | 3-2           |
| 3             | 25 oct 1936   | Sant Andreu - Martinenc | 0-1           |
| 3             | 25 oct 1936   | Sants - Vic             | 2-2           |
| 3             | 25 oct 1936   | Horta - Terrassa        | 1-1           |
| 3             | 25 oct 1936   | Júpiter - Europa        | 1-0           |
| 4             | 1 nov 1936    | Vic - Júpiter           | 4-1           |
| 4             | 1 nov 1936    | Terrassa - Sant Andreu  | 6-2           |
| 4             | 15 nov 1936   | Martinenc - Sants       | 5-2           |
| 4             | 15 nov 1936   | Europa - Horta          | 3-1           |
| 5             | 8 nov 1936    | Horta - Vic             | 1-3           |
| 5             | 8 nov 1936    | Sant Andreu - Sants     | 3-0           |
| 5             | 8 nov 1936    | Júpiter - Martinenc     | 1-1           |
| 5             | 8 nov 1936    | Terrassa - Europa       | 2-2           |
| 6             | 22 nov 1936   | Martinenc - Horta       | 6-2           |
| 6             | 22 nov 1936   | Sant Andreu - Europa    | 2-1           |
| 6             | 22 nov 1936   | Sants - Júpiter         | 1-2           |
| 6             | 27 des 1936   | Vic - Terrassa          | 3-0           |
| 7             | 29 nov 1936   | Europa - Vic            | 5-0           |
| 7             | 29 nov 1936   | Terrassa - Martinenc    | 4-1           |
| 7             | 29 nov 1936   | Júpiter - Sant Andreu   | 4-0           |
| 7             | 29 nov 1936   | Horta - Sants           | 1-0           |
|               |               |                         |               |

| Segona volta | Segona volta | Segona volta            | Segona volta |
| Jornada      | Data         | Local - Visitant        | Resultat     |
| ------------ | ------------ | ----------------------- | ------------ |
| 8            | 6 des 1936   | Terrassa - Sants        | 5-1          |
| 8            | 6 des 1936   | Europa - Martinenc      | 3-1          |
| 8            | 6 des 1936   | Vic - Sant Andreu       | 2-1          |
| 8            | 6 des 1936   | Horta - Júpiter         | 2-2          |
| 9            | 13 des 1936  | Sants - Europa          | 0-0          |
| 9            | 13 des 1936  | Sant Andreu - Horta     | 4-1          |
| 9            | 13 des 1936  | Martinenc - Vic         | 4-2          |
| 9            | 13 des 1936  | Júpiter - Terrassa      | 2-0          |
| 10           | 20 des 1936  | Martinenc - Sant Andreu | 2-1          |
| 10           | 20 des 1936  | Vic - Sants             | 4-1          |
| 10           | 20 des 1936  | Terrassa - Horta        | 4-2          |
| 10           | 20 des 1936  | Europa - Júpiter        | 2-2          |
| 11           | 3 gen 1937   | Júpiter - Vic           | 2-2          |
| 11           | 3 gen 1937   | Sant Andreu - Terrassa  | 2-1          |
| 11           | 3 gen 1937   | Sants - Martinenc       | 1-2          |
| 11           | 3 gen 1937   | Horta - Europa          | 1-2          |
| 12           | 10 gen 1937  | Vic - Horta             | 3-0          |
| 12           | 10 gen 1937  | Sants - Sant Andreu     | 1-0          |
| 12           | 10 gen 1937  | Martinenc - Júpiter     | 3-4          |
| 12           | 10 gen 1937  | Europa - Terrassa       | 1-0          |
| 13           | 17 gen 1937  | Horta - Martinenc       | 1-2          |
| 13           | 17 gen 1937  | Europa - Sant Andreu    | 5-4          |
| 13           | 17 gen 1937  | Júpiter - Sants         | 1-1          |
| 13           | 17 gen 1937  | Terrassa - Vic          | 8-0          |
| 14           | 24 gen 1937  | Vic - Europa            | 5-2          |
| 14           | 24 gen 1937  | Martinenc - Terrassa    | 3-1          |
| 14           | 24 gen 1937  | Sant Andreu - Júpiter   | 1-5          |
| 14           | 24 gen 1937  | Sants - Horta           | 3-2          |
|              |              |                         |              |

## Promoció d'ascens
La Federació Catalana decidí en un inici disputar una fase de promoció on hi prendrien part els dos darrers classificats de Primera A, Sabadell i Badalona, i els quatre primers de Primera B, Martinenc, Vic, Europa i Júpiter. Es decidí ampliar la primera categoria a 8 clubs, decidint-se, també, que Sabadell i Badalona hi prenguessin part sense puntuar amb la plaça a Primera A assegurada i disputant-se només dues places d'ascens entre els quatre clubs de Primera B. Posteriorment, es canvià la decisió i es decidí disputar únicament una fase de promoció amb els quatre primers equips de Primera B, per dues places d'ascens. El Vic es retirà abans de començar la competició.

| Pos | Equip             | PJ | PG | PE | PP | GF | GC | DG | Pts | Classificació |
| --- | ----------------- | -- | -- | -- | -- | -- | -- | -- | --- | ------------- |
| 1   | CE Júpiter (O, P) | 1  | 1  | 0  | 0  | 3  | 0  | +3 | 2   | Ascens        |
| 2   | CE Europa (O, P)  | 2  | 1  | 0  | 1  | 2  | 4  | −2 | 2   | Ascens        |
| 3   | FC Martinenc      | 1  | 0  | 0  | 1  | 1  | 2  | −1 | 0   |               |
| 4   | Vic FC            | 0  | 0  | 0  | 0  | 0  | 0  | 0  | 0   |               |

| Jornada | Data        | Local - Visitant    | Resultat     |
| ------- | ----------- | ------------------- | ------------ |
| 1       | 22 ago 1937 | Júpiter - Europa    | 3-0          |
| 2       | 29 ago 1937 | Europa - Martinenc  | 2-1          |
| 3       | 5 set 1937  | Martinenc - Júpiter | 1-0 Anul·lat |
|         |             |                     |              |

La Federació anul·là el darrer partit i obligà a repetir-lo. El Martinenc no s'hi presentà i el CE Júpiter i el CE Europa assoliren l'ascens.
Les dues places vacants a Primera B foren ocupades pel CE Manresa i el Gràcia EC, de la segona preferent.